# Joan Brugalla
Joan Brugalla i Saurina (Taradell, 29 d'octubre de 1882 - Santa Coloma de Queralt, 7 d'octubre de 1955) va ser un capellà, compositor i organista del segle xx. Va ser organista i mestre de capella de l'església de Santa Coloma de Queralt. No hi ha molta informació sobre la seva vida, però es coneixen algunes composicions seves, majoritàriament religioses.
Per informes sobre el comportament, abans i després de la Guerra Civil, de gent de Santa Coloma de Queralt que va fer la Falange del poble, se sap que Brugalla hi seguia com a capellà després de la guerra. Els informes no valoren positivament la seva actuació a la postguerra, però tampoc qüestionen que sigui de dretes
No se sap clarament si va haver de marxar a l'exili o si va militar al bàndol nacional, però queda clar que va mostrar discrepàncies entre els òrgans del règim, com molts altres membres d'Acció Catòlica.
Brugalla va ser el primer director de l'Orfeó del Centre Catòlic de Santa Maria de Queralt, del qual es té constància que va organitzar activitats entre 1912 i 1920. També va musicar les cançons d'Els Pastorets o l'Adveniment de l'Infant Jesús, de Josep M. Folch i Torres, versió d'Els Pastorets que va establir-se com a habitual a L'Espluga de Francolí a partir de 1939.
Les seves composicions Salutais i Bone Pastor van ser interpretades l'any 2016 en una mostra de música sacra celebrada a Castro del Río en què es van recuperar obres que s'interpretaven en aquesta població andalusa durant les primeres dècades del segle xx.

## Obres conegudes
- Missa a 2 veus
- Ecce Panis, comunió a dues veus
- Bone Pastore, comunió a dues veus
- Panis Angelicus, comunió a dues veus
- Seis Avemarias a dues veus
- Libera me Domine, Responsori a tres veus i orgue
- O Salutaris, Motet a dues veus
- Regina Pacis
- Elevació núm. 1 i 2
- Venid pastorcitos, villancet a solo amb acompanyament